# كارل يوليوس برنارد
كارل يوليوس برنارد (بالألمانية: Carl Julius Bernhard Börner)‏ (و. 1880 – 1953 م) هو عالم نبات، وعالم حشرات من ألمانيا . ولد في بريمن.
توفي في ناومبورغ .